# Lycocorax
Lycocorax és un gènere d'ocells de la família dels paradiseids (Paradisaeidae) coneguts com ocells del paradís corbís.

## Taxonomia
Aquest gènere era sovint considerat monoespecífic, però es va separar en dues espècies arran els treballs de Eaton et al (2016). Segons la Classificació del Congrés Ornitològic Internacional (versió 13.1, 2023) aquest gènere està format per dues espècies:
- Lycocorax pyrrhopterus - ocell del paradís corbí de Halmahera.
- Lycocorax obiensis - ocell del paradís corbí de l'illa d'Obi.